# Cossonay
Cossonay ([kɔsɔnɛ], im einheimischen frankoprovenzalischen Dialekt [(a) kɔsəˈne]) ist eine politische Gemeinde im Bezirk Morges im Kanton Waadt in der Schweiz. Bis Ende August 2006 war Cossonay Hauptort des Bezirks Cossonay.

## Geographie

Luftbild (1949)

Cossonay liegt auf 562 m ü. M., 11 km nördlich der Bezirkshauptstadt Morges (Luftlinie). Das Städtchen erstreckt sich am Rand des Hochplateaus westlich der Venoge, rund 130 m über dem Flusstal, im Gros de Vaud, im Waadtländer Mittelland.
Die Fläche des 8,3 km² grossen Gemeindegebiets umfasst einen Abschnitt der leicht gewellten Hochfläche des Gros de Vaud, der Kornkammer des Kantons Waadt. Die östliche Grenze bildet der weitgehend kanalisierte Lauf der Venoge. Von hier erstreckt sich der Gemeindeboden westwärts auf die ausgedehnte Hochfläche von Cossonay, reicht im Süden bis zum Tal Valezard, im Norden zum Pré Defour. Das Hochplateau wird im Westen durch das Waldgebiet Bois du Sépey begrenzt, in dem mit 620 m ü. M. der höchste Punkt von Cossonay liegt. Hier befindet sich auch der unter Naturschutz stehende Weiher Étang du Sépey, der durch die Renaturierung einer ehemaligen Tongrube entstand. Von der Gemeindefläche entfielen 1997 13 % auf Siedlungen, 22 % auf Wald und Gehölze, 64 % auf Landwirtschaft und etwas weniger als 1 % war unproduktives Land.
Zu Cossonay gehören einige Einfamilienhausquartiere und der Weiler Allens (543 m ü. M.) auf dem Hochplateau südlich des Ortes. Die Nachbargemeinden von Cossonay sind im Südosten Penthalaz, im Süden Gollion, im Südwesten Senarclens, im Nordwesten La Chaux (Cossonay), im Norden Dizy und im Nordosten Lussery-Villars.

## Bevölkerung
Mit 4761 Einwohnern (Stand 31. Dezember 2023) gehört Cossonay zu den mittelgrossen Gemeinden des Kantons Waadt. Von den Bewohnern sind 89,1 % französischsprachig, 3,1 % deutschsprachig und 2,7 % portugiesischsprachig (Stand 2000). Die Bevölkerungszahl von Cossonay belief sich 1850 auf 938 Einwohner, 1900 auf 1060 Einwohner. Im Lauf des 20. Jahrhunderts stieg die Einwohnerzahl langsam aber kontinuierlich an. Erst seit 1980 (1553 Einwohner) wurde eine deutlich verstärkte Bevölkerungszunahme beobachtet.

## Wirtschaft
Cossonay war bis ins 20. Jahrhundert ein durch die Agrarwirtschaft geprägtes Städtchen. Bis im 15. Jahrhundert wurde Weinbau betrieben, seither dominieren der Ackerbau und die Viehzucht. Noch heute hat die Landwirtschaft eine gewisse Bedeutung in der Erwerbsstruktur der Bevölkerung.
Seit dem 16. Jahrhundert bestanden entlang der Venoge mehrere Mühlen. Mit der Industrialisierung und der Verkehrsanbindung im Lauf des 19. Jahrhunderts entwickelte sich im Tal eine Gewerbezone (zum grössten Teil auf dem Gemeindegebiet von Penthalaz), in der sich eine Kondensmilchfabrik, ein Kabelwerk und eine Besenfabrik niederliessen. Cossonay gelangte dadurch zu einem gewissen Wohlstand. Zu Beginn des 20. Jahrhunderts wurde Cossonay Sitz von einer der französischsprachigen Sektionen des Schweizerischen Metall- und Uhrenarbeiterverbandes. Bis 1920 wurden im Städtchen wichtige regionale Jahr- und Viehmärkte abgehalten, die aber wegen der Gründung des Comptoir suisse in Lausanne aufgegeben wurden. Einen weiteren wirtschaftlichen Aufschwung brachte 1923 die Gründung der Société des Câbleries et Tréfileries SA (heute Alcatel Cable Suisse SA), die allerdings ebenfalls auf dem Boden von Penthalaz liegt.
Cossonay verfügt über ein Kino, das im ehemaligen Kasino eingerichtet wurde. Es ist ein regionales Zentrum mit Industrie, Gewerbe und Verwaltungsfunktion. Im Städtchen sind hauptsächlich mittlere und kleinere Unternehmen angesiedelt, welche auf die Bereiche Elektronik, Gerüstbau, Transportwesen, Baugewerbe und Weinhandel spezialisiert sind. Cossonay besitzt ein Architektur- und Kunstgeschichtsarchiv (von der EPFL Lausanne verwaltet) und ist Standort des interkommunalen Schulzentrums Pré-aux-Moines (1982–89 erbaut). Das ehemalige Bezirksgericht wurde 2000 nach Nyon verlegt.
In den letzten Jahrzehnten hat sich Cossonay auch zu einer Wohngemeinde entwickelt. Viele Erwerbstätige sind Wegpendler, die im Grossraum Lausanne ihrer Arbeit nachgehen.

## Verkehr
Die Gemeinde ist verkehrstechnisch gut erschlossen. Sie liegt am Strassenkreuz der Hauptstrasse 9 von Lausanne nach Vallorbe, der Strasse von Morges nach Orbe und der Strasse über den Col du Mollendruz in das Vallée de Joux. Der Autobahnanschluss Cossonay an der 1981 eröffneten A1 (Lausanne-Yverdon) ist rund 5 km vom Ortskern entfernt. 
Am 7. Mai 1855 wurde der Abschnitt Yverdon-Bussigny der Bahnlinie Yverdon-Lausanne mit dem Bahnhof Cossonay-Gare im Venogetal unterhalb von Cossonay auf dem Gebiet von Penthalaz in Betrieb genommen. Die Stadt wurde 1897 mit der Eröffnung der Standseilbahn Cossonay Gare-Ville (CG) an das Verkehrsnetz angeschlossen. Für die Feinverteilung im öffentlichen Verkehr sorgen die Postautokurse von Cossonay-Gare nach Cheseaux-sur-Lausanne und nach L’Isle sowie von Cossonay-Ville einerseits via Cottens, andererseits via Aclens nach Morges. Ab Fahrplanwechsel 2014/15 heisst der Bahnhof Cossonay neu Cossonay-Penthalaz.

## Geschichte
Auf dem Gemeindegebiet von Cossonay wurden Überreste eines römischen Gutshofs und ein frühmittelalterliches Gräberfeld entdeckt. Die erste urkundliche Erwähnung des Ortes erfolgte 1096 unter dem Namen Cochoniacum. 1164 erschien die Bezeichnung Cosonai und 1228 Cossonai.
Ulrich von Cossonay schenkte 1096 die Dorfkirche dem Kloster Romainmôtier. 1224 kam sie in den Besitz der Benediktiner von Lutry, die in der zweiten Hälfte des 13. Jahrhunderts ein Priorat in Cossonay erbauen liessen. Der Ort war bereits im 11. Jahrhundert befestigt, im 13. und 14. Jahrhundert wurden die Ringmauern erneuert und erweitert. Das Städtchen war seit dem Hochmittelalter Sitz eines bedeutenden Adelsgeschlechts. Die Barone von Cossonay beherrschten ein Gebiet von La Chaux (Cossonay) bis Boussens und von Dizy bis Gollion. Daneben unterstanden zahlreiche Adelslehen ebenfalls der Herrschaft Cossonay.
Der Ort wurde um 1264 mit Stadtrechten ausgestattet. Eine Feuersbrunst Ende des 14. Jahrhunderts zerstörte weite Teile des Städtchens und das Archiv, so dass die Privilegien 1398 von der Baronin Johanna von Cossonay erneuert werden mussten. Als diese 1406 starb, wurde der Adelssitz vakant und kam spätestens 1421 an das Haus Savoyen. Dieses errichtete die savoyische Kastlanei Cossonay.
Mit der Eroberung der Waadt durch Bern im Jahr 1536 kam das Städtchen unter die Verwaltung der Vogtei Morges und bildete darin weiterhin eine Kastlanei. Nach dem Zusammenbruch des Ancien Régime gehörte Cossonay von 1798 bis 1803 während der Helvetik zum Kanton Léman, der anschliessend mit der Inkraftsetzung der Mediationsverfassung im Kanton Waadt aufging. 1798 wurde der Bezirk Cossonay geschaffen und das Städtchen zu dessen Hauptort bestimmt. Seit 2008 gehört Cossonay zum Bezirk Morges.

## Sehenswürdigkeiten
Cossonay besitzt ein malerisches mittelalterliches Stadtbild mit zahlreichen Bürger- und Patrizierhäusern aus dem 17. bis 19. Jahrhundert. Von der ehemaligen Stadtbefestigung sind keine Reste erhalten, auch das ursprüngliche Schloss der Barone von Cossonay ist vollständig verschwunden.
Bedeutendstes Bauwerk des historischen Städtchens ist die heute reformierte Pfarrkirche Saint-Pierre-et-Paul. Sie steht an der Stelle eines vermutlich bereits im 8. Jahrhundert errichteten Gotteshauses. Der heutige dreischiffige Bau geht zu grossen Teilen auf das 13. Jahrhundert zurück. Der markante Kirchturm wurde im 15. Jahrhundert erbaut. Die ehemaligen Prioratsgebäude wurden in der Berner Zeit zu Gefängnissen und Getreidespeichern umfunktioniert und später abgebrochen. Teile des Priorats wurden in das neue Schloss Cossonay umgewandelt, das Sitz der örtlichen Herren war und heute die Präfektur beherbergt.
In der Altstadt befinden sich das Maison de Ville (Rathaus) aus dem 19. Jahrhundert mit einer klassizistischen Fassade, das Hôtel du Cerf aus dem 17. Jahrhundert und das spätgotische Café des Bains. Das Pfarrhaus stammt von 1756.

## Persönlichkeiten
- Pierre Yves Lador (* 1942), Bibliothekar und Schriftsteller

## Bilder

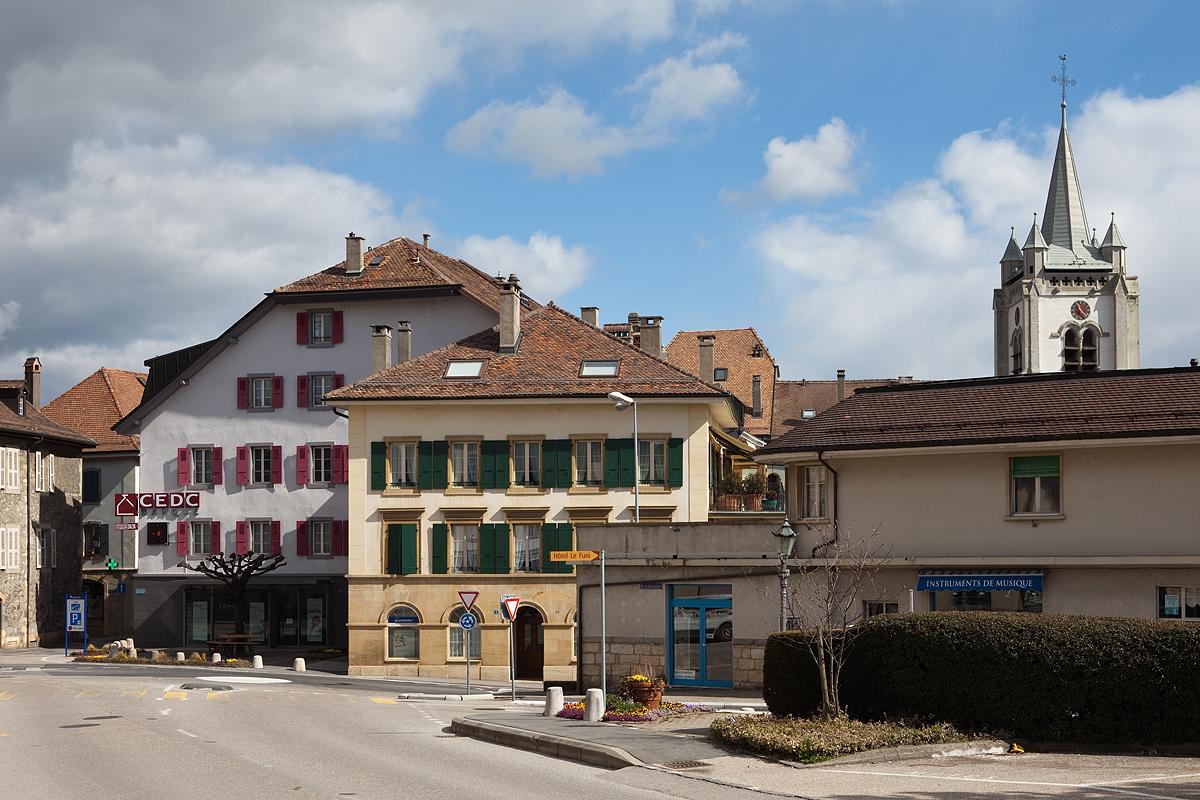
Cossonay, Zentrum
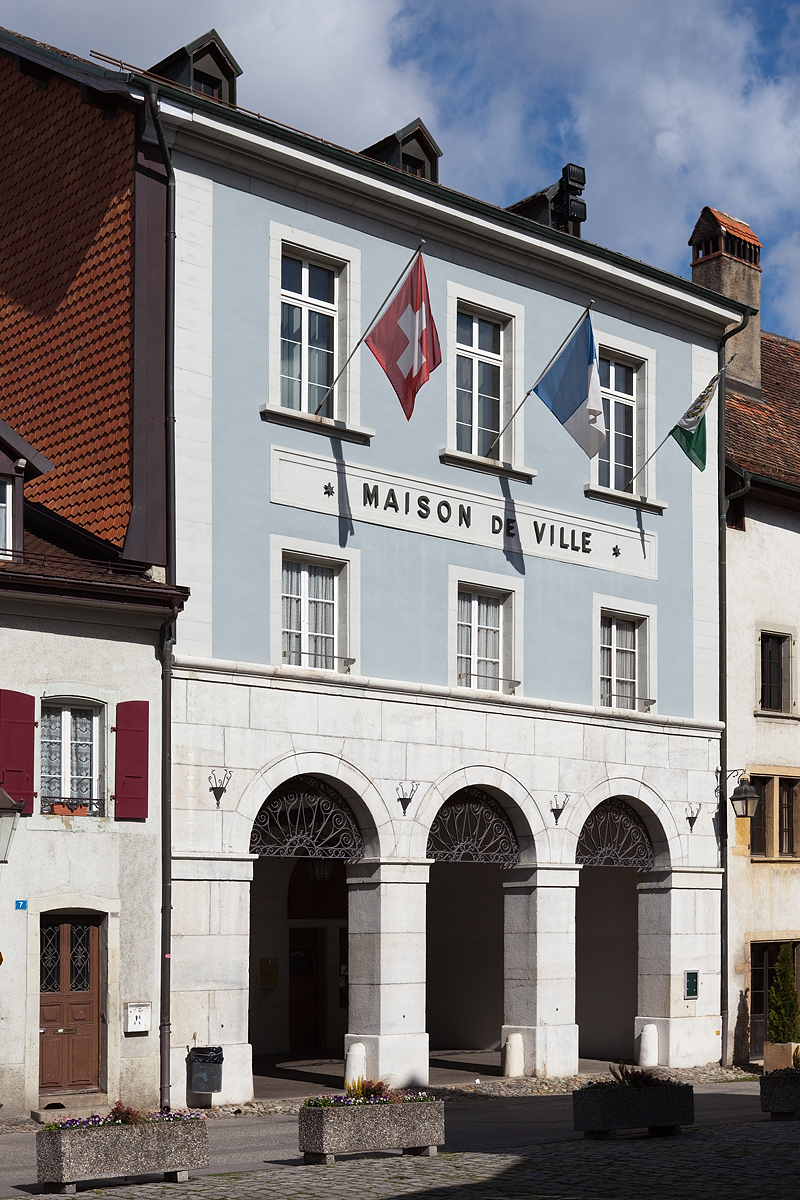
Maison de Ville
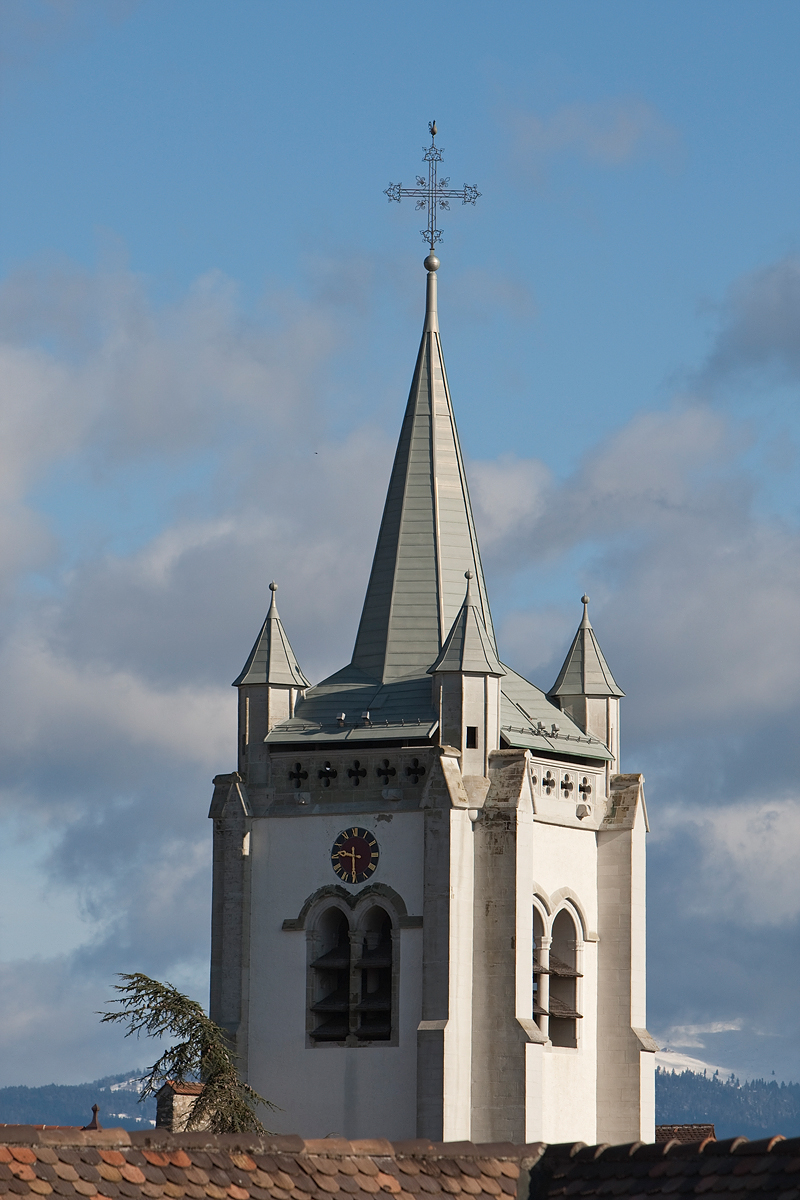
Saint Pierre-et-Paul
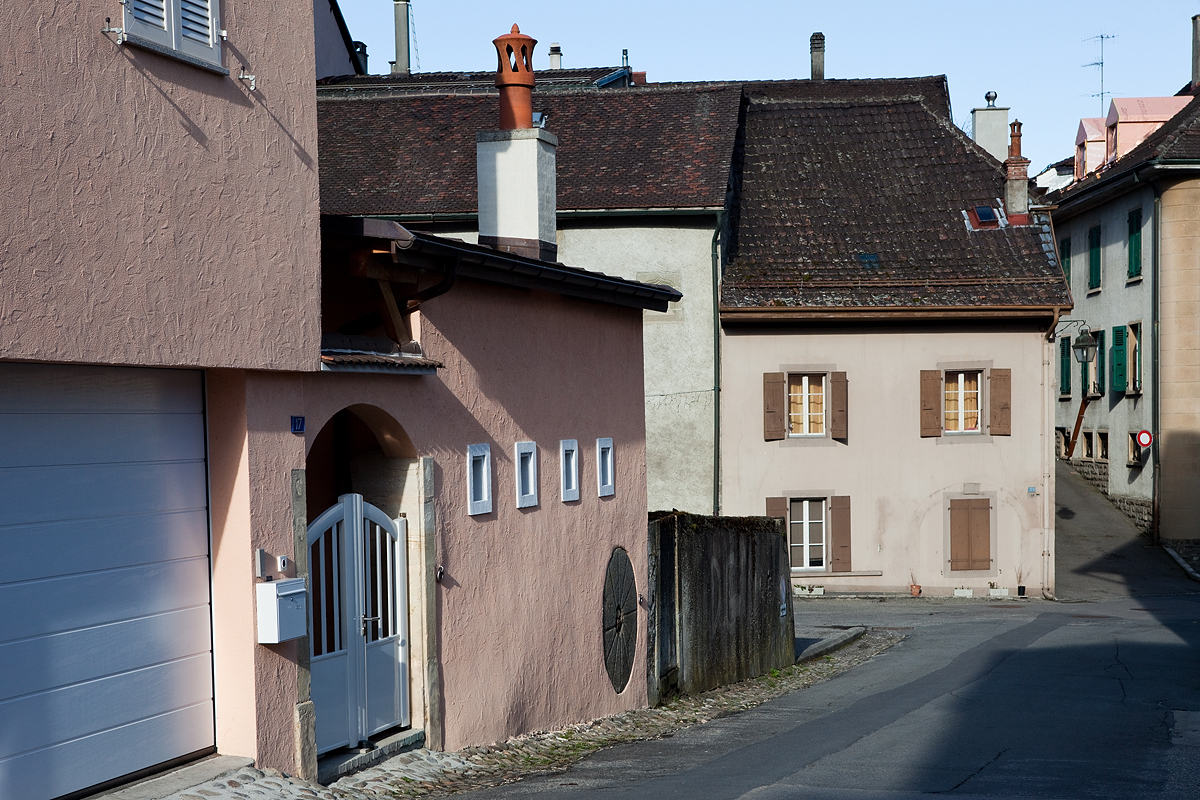
Rue du Four
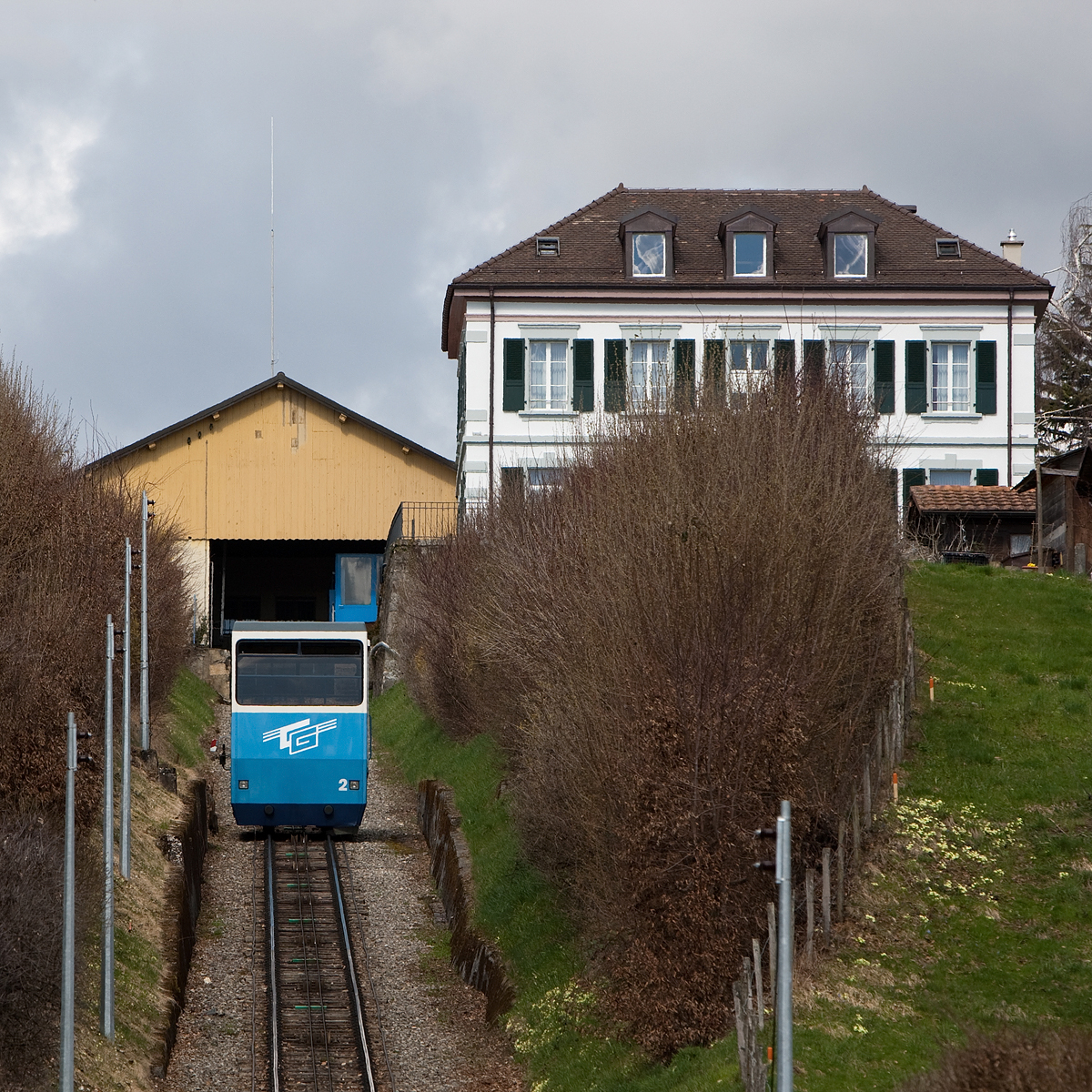
Funiculaire Gare-Ville